# Закон про громадянство індіанців
Закон про громадянство індіанців (англ. Indian Citizenship Act) прийнято Конгресом США 1924 року за пропозицією конгресмена Гомера П. Снайдера, тому документ також відомий як Закон Снайдера (англ. Snyder Act). Закон надавав повне право на громадянство США корінним народам США (індіанців). Хоча 14-а поправка до Конституції США гарантувала громадянство особам, народженим у США, це право надавалося з застереженням, що ці особи «підпорядковані її юрисдикції»; оскільки юрисдикція США не поширювалася на деякі племінні території, відповідно члени цих племен не мали права на громадянство. Закон підписав президент Калвін Кулідж 2 червня 1924 року.
Історія надання індіанцям громадянства США нерозривно пов'язана з історією угод, підписуваних між окремими племенами і федеральним урядом. Час від часу окремі індіанські племена отримували громадянство, однак в обмін вони нерідко змушені були «поступатися» своїми землями. Найранішим засвідченим письмово випадком є визнання громадянами США згідно з Угодою Денсінг-Реббіт-Крик 1831 року міссісіпських чокто — перших індіанців, які отримали громадянство США.
До початку 1920-х років, тобто через 30 років після закінчення американо-індіанських воєн, близько двох третин індіанців США отримали американське громадянство через шлюби, військову службу, закон Довза (на підставі якого частина індіанських земель, залишаючись у власності індіанців, перейшла під федеральну юрисдикцію), в силу інших договорів чи спеціальних законів. Проте, близько третини все ще залишалися негромадянами і не мали законних підстав для натуралізації.
Успіх закону частково пояснює те, що його прийнято невдовзі після 1-ї світової війни, в якій індіанці й чорношкірі служили у військових підрозділах поряд з іншими американцями і не виділялися в особливі підрозділи.